# Edith Poor
Edith Poor (* 1992 in Auckland) ist eine neuseeländische Schauspielerin.

## Leben
Poor wurde 1992 in Auckland geboren. Seit 2011 ist sie als Fernsehschauspielerin tätig. Sie debütierte in einer Episode der Fernsehserie Super City und war im selben Jahr im Fernsehfilm Bliss zu sehen. Im selben Jahr spielte sie in sechs Episoden der Fernsehserie Underbelly: Land of the Long Green Cloud die Rolle der Bonnie Marie Jones. 2012 folgte eine Rolle im Fernsehfilm Siege. Nach einigen Jahren Abstand vom Filmschauspiel, erhielt sie 2019 eine Rollenbesetzung im Kurzfilm Daniel und spielte im selben Jahr in zwei Episoden der Fernsehserie Mean Mums mit. 2021 spielte sie in einem Film der Reihe Brokenwood – Mord in Neuseeland mit. Im selben Jahr übernahm sie im Film Juniper die Rolle der Krankenschwester Sarah und in The Power of the Dog die Rolle der Tanya. 2022 war sie in der Rolle einer magisch begabten Frau, bezeichnet als „Nomadin“, aus Rhûn, dem Osten Mittelerdes in drei Episoden als Antagonistin zu sehen. Im selben Jahr wirkte sie im Kurzfilm Blue Smoke. 2024 erhielt sie eine Episodenrolle in der Fernsehserie Sweet Tooth. Ab demselben Jahr spielte sie in der Fernsehserie Serie The Office, die australische Ausgabe der originalen britischen Fernsehserie The Office, in der Rolle der Lizzie mit.

## Filmografie (Auswahl)

### Schauspiel
- 2011: Super City (Fernsehserie, Episode 1x01)
- 2011: Bliss (Fernsehfilm)
- 2011: Underbelly: Land of the Long Green Cloud (Fernsehserie, 6 Episoden)
- 2012: Siege (Fernsehfilm)
- 2019: Daniel (Kurzfilm)
- 2019: Mean Mums (Fernsehserie, 2 Episoden)
- 2021: Brokenwood – Mord in Neuseeland: The Garotte and the Vinkelbraun (The Brokenwood Mysteries, Fernsehfilm)
- 2021: Juniper
- 2021: The Power of the Dog
- 2022: Der Herr der Ringe: Die Ringe der Macht (The Lord of the Rings: The Rings of Power, Fernsehserie, 3 Episoden)
- 2022: Blue Smoke (Kurzfilm)
- 2024: Sweet Tooth (Fernsehserie, Episode 3x03)
- 2024: The Office (Fernsehserie, 8 Episoden)

### Synchronisationen
- 2017: The Landlady (Kurzfilm)
- 2017: Oates (Kurzfilm)

### Drehbuch
- 2017: Pickled Eggs (Kurzfilm)